# 李励庄
李励庄（1896年？—？）广东番禺人，中华民国妇女活动家。陈公博夫人。

## 生平
李励庄早年毕业于國立廣東高等師範學校（广东高师），后又毕业于廣東女子師範學校（广东女师）。
1921年7月，陈公博作为广东代表参加了在上海举行的中国共产党第一次全国代表大会。作为陈公博的新婚妻子，李励庄也随同陈公博来到上海。他们夫妇于7月14日从广州启程，经香港乘轮船，于7月21日抵达上海，住在南京路大东旅社，和其他代表不住在一处。7月30日晚，大会第六次会议被上海法租界巡捕房巡捕程子卿扰乱会场，代表们赶忙撤离，陈公博和李汉俊随后应付了法租界巡捕的搜查。陈公博于7月30日当晚回到大东旅社后，7月31日清晨隔壁房间发生凶杀案，陈公博夫妇于7月31日当天即离开上海，未出席在嘉兴南湖举行的最后一天的大会，而匆匆赴杭州。
由于广东的中国共产党地方组织支持陈炯明，陈公博后来于1923年春被中国共产党开除出党。此后陈公博于1922年11月离开中国赴日本，1923年赴美国哥伦比亚大学研究院攻读经济学，1924年2月毕业获得硕士学位，1925年归国。在此期间，李励庄留在中国国内。
第一次国共合作开始初期，1924年初，向警予以及李励庄（广东女师学生）、陈志德、沈芷芳（政客何觉甫夫人、广东髙师法科学生）、史懂济、陈逸云（广东髙师法科学生）、钟婉如（广东髙师学生）、李佩秀等发起女权运动大同盟。李励庄当选为女权运动大同盟第一届副会长（会长为向警予）。该组织成员以广州各校女生为主，其宗旨为“革除一切法律上社会上不平等之待遇、共谋女界之幸福、发展女权”。
李励庄不过问陈公博的政事，对陈公博的情妇很宽容，如对陈公博的情妇何焯贤、何炳贤姐妹，还有情妇兼私人秘书莫国康(也是汪精卫政权立法委员)都很好。中国共产党打入汪精卫政权内部的特工李时雨曾经回忆李励庄说：“她鹅蛋脸，皮肤白皙……很稳重，不多说话，与长期居家的陈的姘妇何大小姐关系挺好。”
1945年8月15日，日本宣布投降后，8月25日清晨，陈公博带着李励庄、莫国康、林柏生、陈君慧、周隆庠等乘飞机逃往日本。抵达日本后，陈公博和李励庄先被日本政府安排住在水交馆（原为日本海军俱乐部），后又被日本政府秘密转移到浅津东乡湖的望湖楼，随即被安排到京都郊外的金阁寺，陈公博化名“东山公子”。其间，周隆庠告知陈公博，梁鸿志（原汪精卫政权监察院院长）等人被重庆国民政府通缉，陈公博自觉无望，企图用手枪自杀，被李励庄拦下。10月3日，陈公博及夫人李励庄等6人被引渡回中国，关押在南京。
1946年4月12日，陈公博因汉奸罪被江苏高等法院判处死刑。4月30日，关押在南京的李励庄不服江苏高等法院对丈夫陈公博的死刑判决，依照《特种刑事案件诉讼条例》第十条及《刑事诉讼法》第二百三十七条声请复判，5月16日被最高法院特种刑事法庭驳回，维持原判。6月3日，陈公博在苏州被枪决。